# アレキサンダー (楽器メーカー)
アレキサンダー（ゲブリューダー・アレキサンダー・オブ・マインツ、Gebr. Alexander, of Mainz） は、ドイツの金管楽器メーカー。特にホルンの製造で世界的に有名である。日本では「アレキ」と略される事もある。

## 概要
1782年、初代フランツ・アンブロス・アレキサンダーによって創業。現存するドイツ最古の楽器製造メーカーである。その技術はアレキサンダー一族のもとに引き継がれ、創業以来230年以上に渡りホルンを中心とした金管楽器を製造している。現在の社長は７代目ゲオルク・フィリップ・アレクサンダー（Georg Phipipp Alexander III, 1969-）。フレンチホルンの代表モデル「103」は、ベルリン・フィルハーモニー管弦楽団のホルンセクションをはじめとする世界中のトッププレイヤー達からも愛されている機種であり、プロアマ問わずそのドイツ的で輝かしい音色が人気を博している。